# Rô Mierling
Rô Mierling, pseudônimo de Rosana Erbe de Freitas (Porto Alegre, ) é uma escritora do gênero realidade social, ghost writer, roteirista e antologista brasileira.

## Biografia
Em 2013, a autora iniciou sua carreira como antologista junto a diversas editoras, organizando coletâneas e antologias de contos, crônicas e poesias.
Gaúcha, escritora, roteirista, antologista. Autora de sete livros publicados, incluindo "Diário de uma Escrava” (DarkSideBooks) - 1ª edição e 2ª edição Editorial Coerência. 
A escritora escreveu “Caça e Caçador” (Primeiro conto do livro Mundos Paralelos – Ed. Abril).
Escreveu também o conto de abertura dos livros Narrativas do Medo I e II junto com grandes nomes do suspense e terror brasileiro, como o cineasta Marcos DeBrito, o jornalista Victor Abdala e outros.
Seu primeiro livro "Contos e Crônicas do Absurdo", após três edições esgotadas, foi escolhido em julho de 2017 pelo Instituto PEGAÍ para uma edição especial comemorativa, onde 7.000 exemplares foram impressos e destinados a projetos literários e culturais. Publicou ainda Íntimo e Pessoal, Pedaços de Mim, Quando as luzes se Apagam (Publicado em Portugal). Organizou, editou e lançou uma exclusiva versão de O Pequeno Príncipe ilustrado junto ao Instituto PEGAÍ.
Foi convidada especial em diversas coletâneas nacionais e internacionais, organizou e publicou mais de 80 antologias estimulando o desenvolvimento da escrita de novos autores. Publicou junto a editoras na Espanha, Irlanda do Norte, Portugal, França e Argentina. Lançou uma edição exclusiva de Histórias Sombrias - Contos de Edgar A. Poe e Lovecraft -, uma homenagem a esses ícones do terror e horror da literatura mundial.
Ex-cronista no jornal paranaense Diário dos Campos, ex-colunista na revista internacional Sotaque (Porto/Portugal) e do jornal BrasilBest (Califórnia - EUA).
Publicou um conto especial em espanhol sobre Evita Perón na revista Resonancias (Argentina/França).
Ministra oficinas de escrita criativa e atua junto ao Centro Cultural da Embaixada Brasileira de Buenos Aires, divulgando a literatura brasileira através de feiras literárias doando livros nacionais.
Fundou o Projeto In Memoriam Saudades - para o alerta contra a violência e9xtrema e assassinato de crianças no Brasil e no mundo. Desse projeto surgiu o livro que O Mal e o Massacre Deixaram Saudades - escrito por Rô Mierling, com participação especial do promotor Rodrigo Merli Antunes e da Psicanalista Ane Moraes - livro sem fins lucrativos - doados a apoiadores do projeto e a todos especialistas envolvidos no combate à violência contra criança.
Foi escolhida como Mediadora de Leitura no Circula RS/2024, levando a literatura de alerta social a diversos municípios, distribuindo livros gratuitamente para incentivar a leitura.
Antologista já organizou e editou mais de 87 antologias promovendo e divulgando novos autores nacionais

## Obras publicadas
- 2014 - Contos e Crônicas do Absurdo - 1ª edição - Editora Scortecci[2]
- 2014 - Contos e Crônicas do Absurdo - 2ª edição - Editora Multifoco[3]
- 2014 - Íntimo e Pessoal - Editora Illuminare[4]
- 2015 - Contos e Crônicas do Absurdo - 3ª edição - Editora Illuminare[5]
- 2015 - Quando as Luzes se apagam  - 1ª edição - Editora Incógnita[6]
- 2016 - Pedaços de Mim - Editora Illuminare[7]
- 2016 - Diário de uma Escrava - Editora DarkSide Books[8]
- 2017 - Contos e Crônicas do Absurdo - 4ª edição - Editora Illuminare em parceria com o Instituto Pegaí
- 2021 - O Mal o e Massacre Deixaram Saudades [9]
- 2014 a 2024 - mais de 80 antologias organizadas e editadas com novos autores nacioais e internacionais